# بني علي (مكناسة الغربية)
بني علي هي إحدى مشيخات المملكة المغربية، تتبع جغرافيا لإقليم تازة وإداريًا لمكناسة الغربية. يقدر عدد سكانها بـ 15337 نسمة حسب الإحصاء الرسمي للسكان والسكنى لسنة 2004.